# 빌라헤알현
빌라헤알현(포르투갈어: Distrito de Vila Real 디스트리투 드 빌라헤알[*], (IPA: [ˈvilɐ ʁiˈaɫ])은 포르투갈 노르트 지방에 위치한 포르투갈의 현이다. 현도는 빌라헤알 시다.

## 자치단체
빌라헤알 현은 14개 자치단체로 이뤄져 있다.
- 알리조 (Alijó)
- 보티카스 (Boticas)
- 샤베스 (Chaves)
- 멘상프리우 (Mesão Frio)
- 몬딩드바스투 (Mondim de Basto)
- 몬탈레그르 (Montalegre)
- 무르사 (Murça)
- 페주다헤구아 (Peso da Régua)
- 히베이라드페나 (Ribeira de Pena)
- 사브로자 (Sabrosa)
- 산타마르타드페나기앙 (Santa Marta de Penaguião)
- 발파수스 (Valpaços)
- 빌라포카드마기아르 (Vila Pouca de Aguiar)
- 빌라헤알 (Vila Real)